# Superfast!
Superfast! ist eine US-amerikanische Filmkomödie aus dem Jahr 2015. Der Film basiert auf der Fast-&-Furious-Filmreihe und parodiert diese (speziell den ersten Teil der Reihe). Regie führten Jason Friedberg und Aaron Seltzer, die beide ebenfalls das Drehbuch schrieben und zusammen mit Peter Safran Produzenten des Films waren. Die Premiere des Films war kurz nach der Premiere von Fast & Furious 7.

## Handlung
Der verdeckte Ermittler Lucas White bekommt den Auftrag, sich als Mechaniker in eine Gang, bestehend aus Fahrern illegaler Straßenrennen, einzuschleusen. Um angenommen zu werden, muss Lucas White zuvor gegen Gang-Anführer Vin Serento in einem Straßenrennen teilnehmen. Er beeindruckt den Gang-Anführer mit seinen Fahrkünsten und wird Teil der Gang. Schnell verliebt er sich in Vins Schwester Jordana. Beide gehen zusammen aus; währenddessen wird der Raubüberfall auf den Gangsterboss Juan Carlos de la Sol geplant. Bei der Ausführung des Planes wird die Gang von Detective Rock Johnson beobachtet.